# Пятеро одной крови
«Пятеро одной крови» (англ. Da 5 Bloods) — американский военный драматический фильм 2020 года режиссёра Спайка Ли.
Национальный совет кинокритиков США назвал этот фильм лучшим фильмом 2020 года.

## Сюжет
Народ лаху во время Вьетнамской войны помогал американцам бороться с Вьетконгом. За эту помощь американское правительство должно было отплатить им золотыми слитками, так как лаху отказались брать бумажные деньги. В джунглях Вьетнама самолёт, перевозивший это золото, потерпел крушение. На его поиски были отправлены бойцы 1-й пехотной дивизии. До самолёта смогли добраться только пятеро чернокожих солдат: Пол, Отис, Эдди, Мелвин и их негласный лидер Норман. Норман предложил остальным присвоить это золото, поскольку, по его мнению, Америка «задолжала» чернокожим. Друзья решают закопать слитки, а позже, когда представится такая возможность, вернуться за ними. Норман вскоре погибает, а напалм сжигает в этой местности все ориентиры.
Проходит много лет и уже в наши дни четверо друзей отправляются во Вьетнам, чтобы найти золото и останки Нормана, которого они хотят перезахоронить в Америке. Из новостей они узнали об оползне, который обнажил хвост самолёта. Друзья собираются обследовать это место. В Хошимине Отис навещает свою старую вьетнамскую подругу Тьен, от которой узнаёт, что у него есть взрослая дочь. Тьен также сводит американцев с Дерошем, французским бизнесменом, который согласен обменять золото на наличные деньги, но требует большой процент для себя.
К команде присоединяется сын Пола Дэвид, который с одной стороны хочет присмотреть за своим отцом, который страдает посттравматическим стрессовым расстройством, а с другой стороны сам хочет войти в долю. У Пола же всегда были сложные отношения со своим сыном. Пол очень любил свою жену, которой пришлось пережить тяжёлые роды. Во время этих родов она умерла и у Пола затаилась подсознательная обида на сына, которая мешала им наладить нормальные отношения. Пол является сторонником Трампа и даже носит красную кепку из-за чего остальные друзья подшучивают над ним.
По дороге на место, в одном из баров Дэвид знакомится с молодой француженкой по имени Хеди, которая рассказывает, что руководит волонтёрской организацией, которая разминирует мины, до сих пор в некоторых местах оставшиеся после войны. На подходе к джунглям компания отпускает своего гида по имени Винь, который должен будет вернуться за ними через несколько дней. Во время ночёвки в джунглях Пол отнимает у Отиса пистолет, который тому на всякий случай дала Тьен. В конце концов, команда находит слитки, разбросанные оползнем по склону холма, а также останки Нормана. Между друзьями возникает спор относительно того, что дальше делать с золотом. Эдди напоминает, что изначальный план Нормана был в том, чтобы передать золото чернокожим, а не присваивать всё только себе. Однако неожиданно Эдди подрывается на мине. На звук взрыва приходит Хеди со своей командой: Саймоном и Сеппо. Они помогают Дэвиду, который также наступил на мину, а затем Пол распоряжается на всякий случай связать их, так как они лишние свидетели. Ночью Отис отнимает у Пола пистолет, а Сеппо сбегает в джунгли.
Вся компания выходит из джунглей и в условленном месте встречает Виня. Неожиданно на это место прибывают некие вооружённые вьетнамцы, которые требуют золото в обмен на захваченного ими Сеппо. Завязывается перестрелка. Дэвид получает пулю в ногу, а Сеппо подрывается на мине. Все бандиты убиты, кроме главаря, которому удаётся сбежать на джипе. Винь предполагает, что тот скоро вернётся с подкреплением и советует укрыться в руинах древнего храма, расположенного неподалёку. Пол не доверяет Виню. Он бросает всех и со своей долей золота уходит в джунгли. Оставшиеся Отис и Мелвин в свою очередь соглашаются взять в долю Виня, Хеди и Саймона.
В джунглях Пол видит галлюцинацию с Норманом. Тот напоминает Полу, что это именно он его убил. Пол никогда об этом никому не рассказывал. Норман просит Пола не винить себя за это, так как это было сделано непреднамеренно во время боя. Вьетнамские бандиты находят Пола и убивают. Остальные вьетнамцы во главе с Дерошем прибывают на развалины храма. Там завязывается бой в результате которого погибает Мелвин, а также Дерош и все нападавшие вьетнамцы. Долю Мелвина получает его вдова, доля Эдди, который хотел помочь всем чернокожим, жертвуется в организацию Black Lives Matter, а доля Хеди и Саймона в их проект по разминированию. Останки Нормана торжественно перезахоранивают на родине. Дэвид получает посмертное письмо от отца, где тот сообщает, что всегда будет его любить. Отис посещает свою вьетнамскую дочь.

## В ролях
- Делрой Линдо — Пол
- Джонатан Мэйджорс — Дэвид
- Кларк Питерс — Отис
- Норм Льюис — Эдди
- Исайя Уитлок мл. — Мелвин
- Чедвик Боузман — Норман
- Джонни Нгуен — Винь
- Мелани Тьерри — Хеди
- Пол Уолтер Хаузер — Саймон
- Яспер Пяаккёнен — Сеппо
- Жан Рено — Дерош
- Вероника Нго — Ханой Ханна
- Й Лан — Тьен
- Лам Нгуен — Куан
- Сэнди Хыонг Фам — Мишон

## Производство
Первоначальный сценарий фильма был написан в 2013 году и должен был быть поставлен Оливером Стоуном. В 2016 году Стоун покинул проект, а в 2018 году, после выхода фильма «Чёрный клановец», этим проектом занялся Спайк Ли. Сценарий был несколько изменён, а героев поменяли на афроамериканцев. Планировалось, что главные роли сыграют Сэмюэл Л. Джексон, Джанкарло Эспозито, Дон Чидл и Джон Дэвид Вашингтон, однако они не смогли принять участие в проекте из-за своих плотных графиков. В феврале 2019 года было объявлено, что фильм будет распространять Netflix. Съёмки фильма начались 23 марта 2019 года. Производство продолжалось три месяца. В основном съёмки проходили в Хошимине, Бангкоке и Чиангмае. Хотя основному актёрскому составу было за 60, они же сыграли и себя 20-летних в эпизодах войны. При этом не использовался грим или технологии омоложения, наподобие тех, что были использованы в другом фильме Netflix «Ирландец». Спайк Ли пояснил, что не брал молодых актёров, поскольку не любит, когда одних и тех же персонажей играют разные актёры. Современные же технологии он не использовал из-за того, что у него нет столько денег, сколько у Скорсезе, а обычный грим просто расплавился бы на этой жаре. Некоторые эпизоды фильма были сняты на 16-мм плёнку.
Музыкальная партитура была написана композитором Теренсом Бланшаром. Помимо этого в фильме звучит несколько песен начала 1970-х годов, а также шесть песен из альбома Марвина Гэя What’s Going On (1971). Главные герои фильма носят те же имена, что и члены группы The Temptations. Альбом с саундтреком был выпущен Milan Records 29 мая 2020 года.

## Выпуск
Первоначально планировалось, что премьера фильма состоится вне конкурса на Каннском кинофестивале 2020, на котором Спайк Ли был председателем жюри. После фильм должен был выйти в кинотеатрах и только потом появиться на Netflix. Однако начавшаяся пандемия коронавируса внесла коррективы в эти планы. 12 июня 2020 года фильм был выпущен сразу на Netflix. За первый месяц нахождения фильма на сервисе его запустили у себя порядка 27 миллионов пользователей.

## Приём
Рецензии на фильм от критиков в основном были положительными. На сайте Rotten Tomatoes рейтинг свежести фильма 92 % на основе 288 рецензий. На Metacritic у фильма 82 балла из 100 на основе 49 отзывов.

## Награды и номинации
| Премия                              | Категория                         | Номинант                   | Результат |
| ----------------------------------- | --------------------------------- | -------------------------- | --------- |
| «Оскар»                             | Лучшая музыка к фильму            | Теренс Бланшар             | Номинация |
| BAFTA                               | Лучшая мужская роль второго плана | Кларк Питерс               | Номинация |
| «Выбор критиков»                    | Лучший фильм                      |                            | Номинация |
| «Выбор критиков»                    | Лучший режиссёр                   | Спайк Ли                   | Номинация |
| «Выбор критиков»                    | Лучшая мужская роль               | Делрой Линдо               | Номинация |
| «Выбор критиков»                    | Лучшая мужская роль второго плана | Чедвик Боузман (посмертно) | Номинация |
| «Выбор критиков»                    | Лучший актёрский состав           |                            | Номинация |
| «Выбор критиков»                    | Лучшая операторская работа        | Ньютон Томас Сигел         | Номинация |
| «Сатурн»                            | Лучший триллер                    |                            | Номинация |
| «Сатурн»                            | Лучшая мужская роль               | Делрой Линдо               | Номинация |
| «Спутник»                           | Лучшая мужская роль — драма       | Делрой Линдо               | Номинация |
| «Спутник»                           | Лучшая мужская роль второго плана | Чедвик Боузман (посмертно) | Победа    |
| Национальный совет кинокритиков США | Лучший фильм                      |                            | Победа    |
| Национальный совет кинокритиков США | Лучший режиссёр                   | Спайк Ли                   | Победа    |
| Национальный совет кинокритиков США | Лучший актёрский состав           |                            | Победа    |
| Премия Гильдии киноактёров США      | Лучшая мужская роль второго плана | Чедвик Боузман (посмертно) | Номинация |
| Премия Гильдии киноактёров США      | Лучший актёрский состав           |                            | Номинация |
| Премия Гильдии киноактёров США      | Лучший каскадёрский состав        |                            | Номинация |